# The Monroes
The Monroes ist eine Rock-’n’-Roll-Band aus Vorarlberg in Österreich.

## Geschichte
The Monroes wurden 1997 in Lustenau gegründet. Schnell wurde die Band durch ihre zahlreichen Live-Auftritte als Rock-’n’-Roll-, Cover- und Partyband bekannt. Im Jahr 1999 tourte die Band mit dem Sänger und Radio-Moderator Mat Schuh durch Österreich. Im selben Jahr verließ Pit Martinelli (Schlagzeug) die Band und wurde durch David Breznik ersetzt.
2003 verpflichtete der Sänger und Frontmann der Klostertaler, Markus Wolfahrt, die Band für das Klostertaler Open Air und The Monroes erhielten die Möglichkeit, vor einem breiteren Publikum mit bis zu 30.000 Personen aufzutreten. Weitere Auftritte bei der jährlichen Alpenparty der Klostertaler folgten 2004, 2006, 2009 und 2010.
Im Jahr 2010 bot der Rudi Schedler Musikverlag The Monroes an, den Hit von 2008, So a schöner Tag (Donikkl, Die jungen Zillertaler), ins Englische zu übertragen. Zusammen mit dem Produzenten Martin Frainer wurde ein neuer Sound kreiert und die erste englische Version des Chart-Hits veröffentlicht. Im Jahr 2011 folgte mit Perfect Ten die Nachfolge-Single zu Such a Happy Day. Produziert wurde die Single von dem ehemaligen Mitglied und Produzenten der Klostertaler, Uwe Altenried.
2013 erfolgte eine wegweisende Entscheidung: Mit einem Komponisten- und Produzententeam um David Bronner gelang The Monroes mit ihrem Album Call It Rock’n’Roll der Einstieg in die Top 10 der österreichischen Albumcharts. Mitwirkende Songwriter waren unter anderen Sebastian Arman (Conchita Wurst, Cesár Sampson), Florian Ast und Echopreisträger Michel van Dyke. Die darauf folgenden Singleauskopplungen Pin Up Girl, Nobody Out There, Dance Forever and a Day und Can’t Stand the Rain behaupteten sich monatelang in den nationalen Airplay Charts. Seit 2016 fungiert der Keyboarder Christof Waibel als Sideman am Piano und an der Orgel.
Die 2015 erschienene EP The Little Big Beat Sessions war das Bindeglied zum im Sommer 2018 erschienenen Album Rock’n’Roll Radio Show, für das abermals David Bronner verantwortlich zeichnete. Im Herbst 2017 veröffentlichte die Band zu ihrem zwanzigjährigen Jubiläum die Single Drink to That.
Im Dezember 2020 erschien die EP Chasin’ Christmas mit Neuinterpretationen bekannter Weihnachtstitel.

## Diskografie

### Alben
- 2010: The Very Best of Volume 1 & 2 (Rock Me Records)
- 2013: Call It Rock’n’Roll (db Music)
- 2015: The Little Big Beat Sessions
- 2018: Rock’n’Roll Radio Show (db Music)
- 2019: Lost Tapes & Rotten Ties (Rock Me Records)

### Singles
- 2010: Such a Happy Day
- 2011: Perfect Ten
- 2013: Nobody Out There
- 2014: Pin Up Girl
- 2015: Can’t Stand the Rain
- 2017: Drink to That
- 2018: Put Your Shoes On
- 2019: Baby Blue

## Auszeichnungen
- 2009: Wann und Wo Award für Die Besten im Westen
- 2011: Top of the Mountains Award für Best Newcomer